# Switanok (obwód iwanofrankiwski)
Switanok (ukr. Світанок) – wieś na Ukrainie, w obwodzie iwanofrankiwskim, w rejonie rohatyńskim. 
W II Rzeczypospolitej wieś w powiecie rohatyńskim województwa stanisławowskiego. W latach 1943–1944 nacjonaliści ukraińscy z OUN-UPA zamordowali tutaj 10 Polaków.
Do 1964 roku wieś nazywała się Świstelniki (ukr. Свистільники, Swystilnyky).
W Świstelnikach urodził się bp Nykanor Dejneha.